# Santa Maria de Agramunt
Santa María de Agramunt es una iglesia románica en el municipio de Agramunt (Lérida, España) declarada bien cultural de interés nacional desde 1931.
Las portadas de la fachada oeste y norte constituyen un magnífico ejemplo de la escultura románica catalana del siglo XIII de la escuela leridana, con influencias tolosanas, mudéjares y otros elementos de origen anglo-normando. Documentada a finales del siglo XI en el XII se construyó el edificio actual, cuando Armengol VII otorgó la carta de población a Agramunt Desde 1953 varias restauraciones han devuelto a la iglesia la fisonomía original.

## Descripción

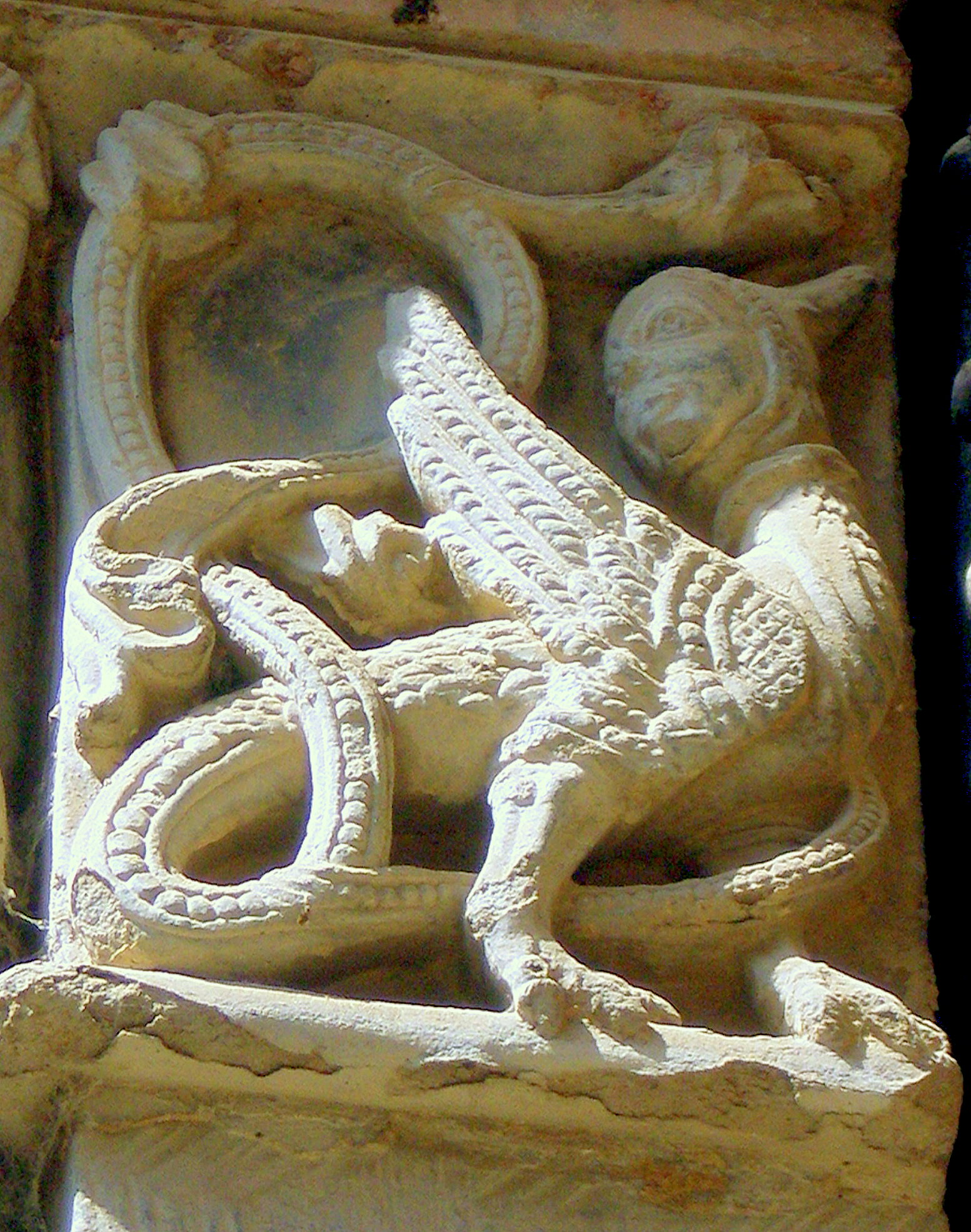
detalle

El templo de planta basilical tiene tres naves rematadas por tres ábsides semicirculares, decorados exteriormente por series de dos arcos. El ábside central dispone también de una decoración similar por la parte interior, con arquerías sobre columnas adosadas. Las tres naves se cubren con bóvedas de cañón apuntadas, divididas en cuatro tramos mediante tres arcos fajones de sección escalonada. Las Bóvedas de cañón descansan sobre pilares con columnas adosadas. Muchos detalles constructivos hacen pensar en la participación de artistas lenguadocianos, lo que confirma las marcas de los canteros y, sobre todo, los nombres de los escultores R. de Milavel, M. de Meces y A. Sartre, esculpidos en algunos capiteles interiores.
Se accede al templo mediante dos portadas románicas, abiertas en el muro septentrional y al poniente, respectivamente. La de poniente es uno de los mejores ejemplos de la escuela de Lérida, por la riqueza de su decoración. Construida a mediados del siglo XIII está formada por ocho arquivoltas en degradación, que descansan sobre dieciséis columnas a cada lado, y que constituyen un cuerpo sobresaliendo de la fachada. Cada una de las arquivoltas está decorada con motivos diferentes, de tipo geométrico, con arquerías entrelazadas, o con figuras humanas. Los capiteles destacan por su ornamentación vegetal. El fuste y el basamento de las columnas han sido restaurados recientemente por la Generalidad de Cataluña. Uno de los elementos más significativos es el grupo esculpido en alto relieve, situado en las dovelas centrales de la puerta, y que representan la Virgen con el Niño, flanqueada a la izquierda con la Anunciación ya la derecha con la Adoración los reyes. Una inscripción recuerda que fueron los tejedores de la ciudad los que sufragaron la colocación de este grupo, en 1283. Es una obra de transición, de concepción todavía románica, pero con mayor realismo.
La puerta del lado norte, de concepción más sencilla, presenta también decoración de tipo geométrico, propia de la escuela leridana. En el lado izquierdo de la fachada se levanta el campanario, obra de época gótica que se acabó probablemente a finales del siglo XIV.
La reja de la capilla del Socorro es una puerta enrejada que da acceso y cierra la capilla conocida como la de la Virgen del Socorro. Es una reja realizada en forja. En su parte más alta y central, está la presencia de una gran corona rodeada por pináculos acabados en varias puntas de hierro. Demuestra ser una obra de mucha habilidad por parte del autor. La parte inferior se divide en tres cuerpos: dos laterales con seis o siete bases de hierro paralelas y verticales, y una central más ancha, la que se subdivide en dos puertas para acceder a la capilla. En este tramo hay dos registros horizontales, uno superior y otro inferior, donde se ve la riqueza del trabajo de la forja con la presencia de volutas diferentes entrelazadas y candelabros puntiagudos.
Dentro de la capilla está la imagen gótica de la Virgen del Socorro, de madera policromada.
El campanario de la iglesia, es una torre prismática de planta cuadrada, abierta por estrechas aspilleras hasta el último piso, donde hay dos ventanas en cada fachada, rectangulares pero incorporadas al muro moldurado, con tracerías de factura gótica. Tiene un cuerpo bajo que llega hasta el alero de la iglesia. Por encima hay un pequeño cuerpo, sin aperturas con las fachadas en voladizo en relación con las del cuerpo de abajo. Un tercer cuerpo y último, soportado por una moldura, es el que contiene las ventanas. Sus fachadas, muy restauradas, están decoradas de tracería, formando la base de la alta cubierta que corona el campanario. Está situado en el ángulo noroeste de la fachada de la iglesia de Santa María.
Entre finales de 1996 y la primavera de 1997 se llevaron a cabo obras de restauración en la fachada norte y del lateral norte de la fachada oeste de la iglesia de Santa María de Agramunt (Urgel) bajo la dirección del arquitecto Enric Solsona, promovidas por la Diputación de Lérida. la iglesia se empezó a construir durante la segunda mitad de siglo XII posiblemente a partir de 1163, fecha en que se concede la carta de población por Armengol VII, conde de Urgel.
En esta actuación se restauraron los dos arcosolios del lado norte de la fachada oeste. El sarcófago que nos ocupa (liso, de piedra arenisca de color grisáceo, sin heráldica ni epigrafía) se sacó de su emplazamiento. Terminadas las obras y antes de restituir el sarcófago en su emplazamiento original, Enric Solsona, arquitecto-director de las obras, solicitó al director de los Servicios Territoriales de Cultura en Lérida su apertura para comprobar cuál era su contenido. El Servicio de Arqueología y Paleontología del Departamento de Cultura, dirigido por Josep Gallart, arqueólogo territorial de Lérida, autorizó la apertura del sarcófago en abril de 1997. Al abrirlo se comprobó la presencia de dos esqueletos semi momificados superpuestos, uno femenino en primer término y otro masculino en el fondo, encajado en mortero de cal. Lo que más sorprendió fue que los dos esqueletos conservaban en buen estado las vestimentas mortuorias, sobre todo el cuerpo femenino.
Así pues, el 29 de julio de 1997 se llevó a cabo la intervención directa sobre el sarcófago, autorizada por la Dirección General del Patrimonio Cultural del Departamento de Cultura y promovida por el Servicio de Arqueología y Paleontología. La dirección de la actuación se encargó al antropólogo Alex Camino, con la colaboración de Josep Gallart, y la dirección de la recuperación de los tejidos fueron a cargo de Rosa M. Martín y Ros, con la colaboración de Carmen Lebrón, en aquel momento directora y restauradora respectivamente del Museo Textil y de Indumentaria de Barcelona. Durante la actuación se documentaron exhaustivamente los dos enterramientos y se retiraron los tejidos de los dos cuerpos. La indumentaria se trasladó a este museo, donde se hizo un primer tratamiento de desinfección. Más tarde se depositaron temporalmente en el Museo de Lérida, Diocesano y Comarcal y, pasado un tiempo, desde el Servicio de Arqueología y Paleontología se encargó el proyecto de restauración al Centro de Restauración y Museo Textil de Tarrasa (CDMT), delegando esta tarea en Elisabet Cerdà, restauradora titular del CDMT.

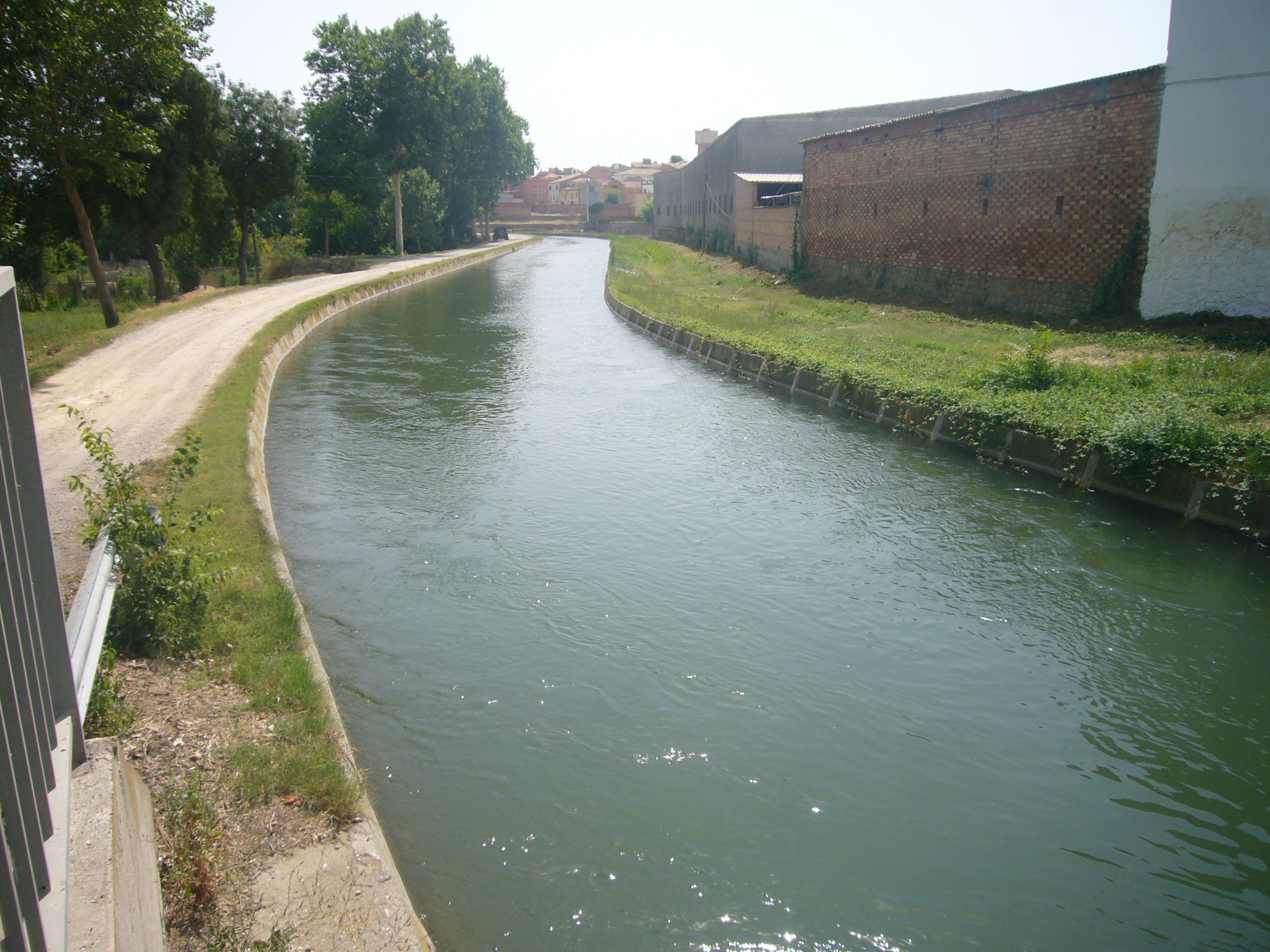
Canal de Urgel desde Agramunt

### Altar mayor
Realizado en piedra, de unos dos metros de largo por uno de altura. Es de planta rectangular y en la parte superior presenta una decoración geométrica a base de arcos lombardos. La losa superior sobresale unos diez centímetros. El altar es muy austero y pesado. Fue reconstruido hacia los años 1950 cuando nos restauró el templo.

### Pilas
El Sr.Pons Farré afirma que antes de la guerra civil, la iglesia de Santa Maria de Agramunt tenía 5 pilas, 4 pilas de agua bendita y 1 bautismal, todas se conservan, pero fueron movidas de lugar cuando se llevó a cabo la restauración de la iglesia en los años 50 del siglo XX.
Pila Bautismal: Situada a la derecha de la entrada, realizada en piedra de una sola pieza, de forma circular y exterior gallonado. A uno de los lados del fregadero hay una marca en forma de cruz. En el interior de este enorme recipiente bautismal hay una segunda pila, de reducidas dimensiones y sostenida por un pequeño pie, en la que se depositaba el agua bendita.
Bendita 1: De base cuadrangular, rota en el lado derecho y coronada por una anilla. Encima se levanta una columna torneada a base de líneas helicoidales. La pica, con la parte inferior gallonada y la parte superior un registro horizontal decorado con motivos geométricos seriados incisos flanqueando la fecha de su construcción (1598). El interior, de poca profundidad, es liso y en el centro presenta un medallón vegetal en una cenefa estrellada.
Bendita 2: Realizada en piedra de una sola pieza. Muy robusta y austera. Tiene tres partes: el pie o base cuadrangular y sólo decorado con finas molduras incisas al contorno. Le sigue un cuerpo circular con un diámetro de gran anchura y ausente de decoración. La pica es semiesférica, muy robusta y de gran anchura y profundidad. Presenta una gruesa anilla g¡radial que rodea toda la cara exterior del fregadero. En general tiene un aire muy pesado y austero que contrasta con las otras picas del templo, que son mucho más esbeltas.
Bendita 3: de pie cuadrangular y liso, muy esbelta. El fuste se amplía en la parte central y la decoración estriada es la típica de la época. En la parte media inferior del fregadero se encuentra una decoración a base de gajos alargados y unidos entre ellos. En la parte superior de la pila se ve un registro seriado con decoración geométrica y medio la fecha de construcción, 1568. La parte inferior es gallonada. En el interior, de poca profundidad, hay una decoración en forma de venera, la cual termina con un medallón en el centro de la pila que lleva inciso un motivo vegetal en una estrella.
Bendita 4: De base cuadrada con los extremos redondeados. Encima hay una columna de fuste estriado con un registro bastante deteriorado de motivos florales. La pica, con la parte inferior gallonada y la superior con un registro superior decorado con motivos geométricos con la fecha de 1687. En el interior, de poca profundidad, está la decoración en forma de concha que se concentra en un medallón central decorado con una cruz incisa. Realizada por el albañil Francisco Boixart, al que se pagó 12 libras y 10 sueldos, dos años después de su construcción.

### Refugio antiaéreo
Bajo la iglesia hay un refugio antiaéreo de la guerra civil española que fue recuperado durante las obras de restauración del templo del año 2005. El refugio sigue la nave central y el crucero del templo, con una galería larga de 34 metros y una transversal de 28,4 m. Incluye una muestra permanente sobre la vida cotidiana de la población antes de la guerra y los bombardeos que sufrió la población entre abril de 1938 y en enero de 1939. 

### Otras cosas
En la primera capilla de la izquierda está el Retablo de la Virgen del Rosario, de la primera mitad del XVII y atribuido a Joan Grado I. Está hecho en madera policromada.
Es destacable la sillería de la iglesia, realizado en 1532 en madera de roble cincelada.

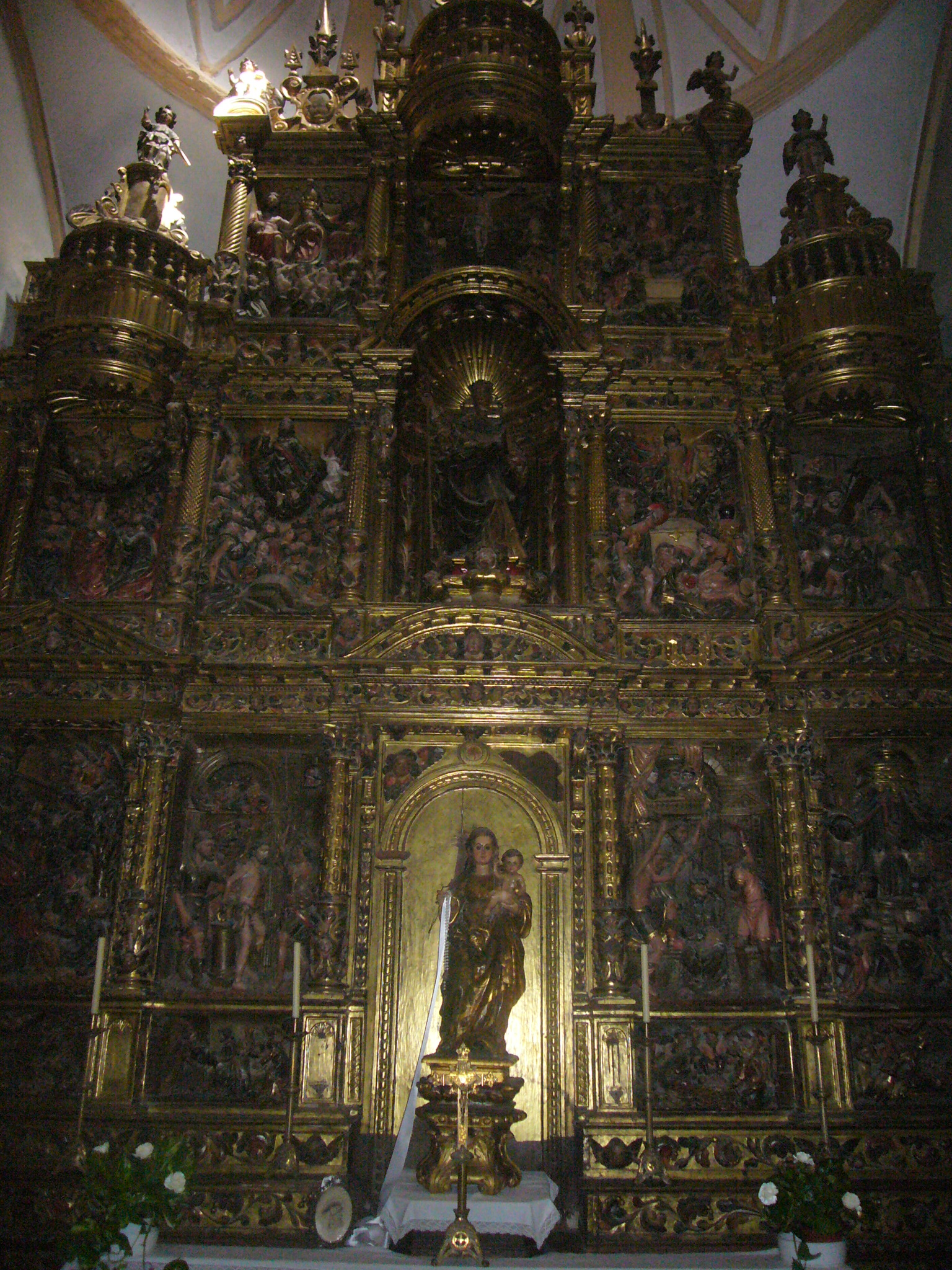
Retablo de la Virgen del Rosario

- La iglesia de Santa Maria de Agramunt estreno la reforma de la portada occidental y tres nuevos vitrales. El templos son uno de los mayores referentes del románico catalán de principios del siglo XIII. Desde 2005, ha sido objetivo de diferentes proyectos de restauración, tanto del interior como del exterior, mayoritariamente financiados por la Generalidad. El templo consta de dos portadas, pero la más rica en ornamentación es la occidental. Sigue el estilo de la llamada Escuela de Lérida, que tiene como una de las características definidoras la falta de tímpano en la portada. Un grupo escultórico formado por la Virgen con el Niño, flanqueada por escenas de la Adoración de los Reyes Magos y la Anunciación coronan una portada también bellamente esculpida con motivos vegetales. La reforma, que se inauguró este sábado pasado, ha perseguido mejorar su estado de conservación y restauración, eliminando aquellos elementos que alteraban la lectura arquitectónica. La portada y el rosetón acumulaban gran cantidad de suciedad: se han retirado 90 nidos de golondrinas y materiales degradados de restauraciones del siglo pasado. La portada conserva restos de policromía original. El alcalde, Bernat Solé, ha anunciado que las estudiarán para saber cómo estaba pintada. Más adelante, la intención es poderlas imaginar a través de un proyecto de iluminación.
-El retuale de la Virgen del Rosario Es una pieza de 700 x 500 cm (aproximadamente), en madera policromada. Es uno de los poco retablos escultóricos del siglo XVII que se conservan enteros en Cataluña. El retablo se reticular con cinco calles, bancal y tres pisos con registros de relieve. La Virgen del Rosario con el niño preside el compartimento central del primer cuerpo, una obra posterior y de auditoría diferente al resto; y santo Domingo de Guzmán con el perro se encuentra en el compartimento central del segundo piso.
El retuale es una representación del rosario, es decir, los quince misterios de la Virgen, divididos en tres partes: misterios de iniciación, misterios de dolor y misterios de gloria.
- El retablo de la Virgen del Socorro: El retablo consta de tres calles, con un banco y tres pisos de altura. El banco no tiene decoración. Se trata de un retablo de estilo barón, lo que Martinell llama Barroco salomónico (1660 -1730). El retablo francófono en la capilla hasta 1834, cuando fue cedido por 300 libras a la cofradía de la Virgen del Castillo y trasladado en el ábside lateral del lado de la epístola, donde era conocido como el retablo de la Inmaculada Concepción.
Piezas desaparecidas: Según Pons Farré en el siglo XVII desaparecieron dos pilares del interior del templo que soportan los arcos formeros. El altar estaba dedicado a la Asunción de la Virgen y fue quemado en 1936. Otra de las obras desaparecidas o en este caso destruida con la restauración de los años 50 fue la portada de entrada lateral a la banda de la epístola, que daba a la calle de la Zapatería de Arriba.

## Historia, Cultura y Economía

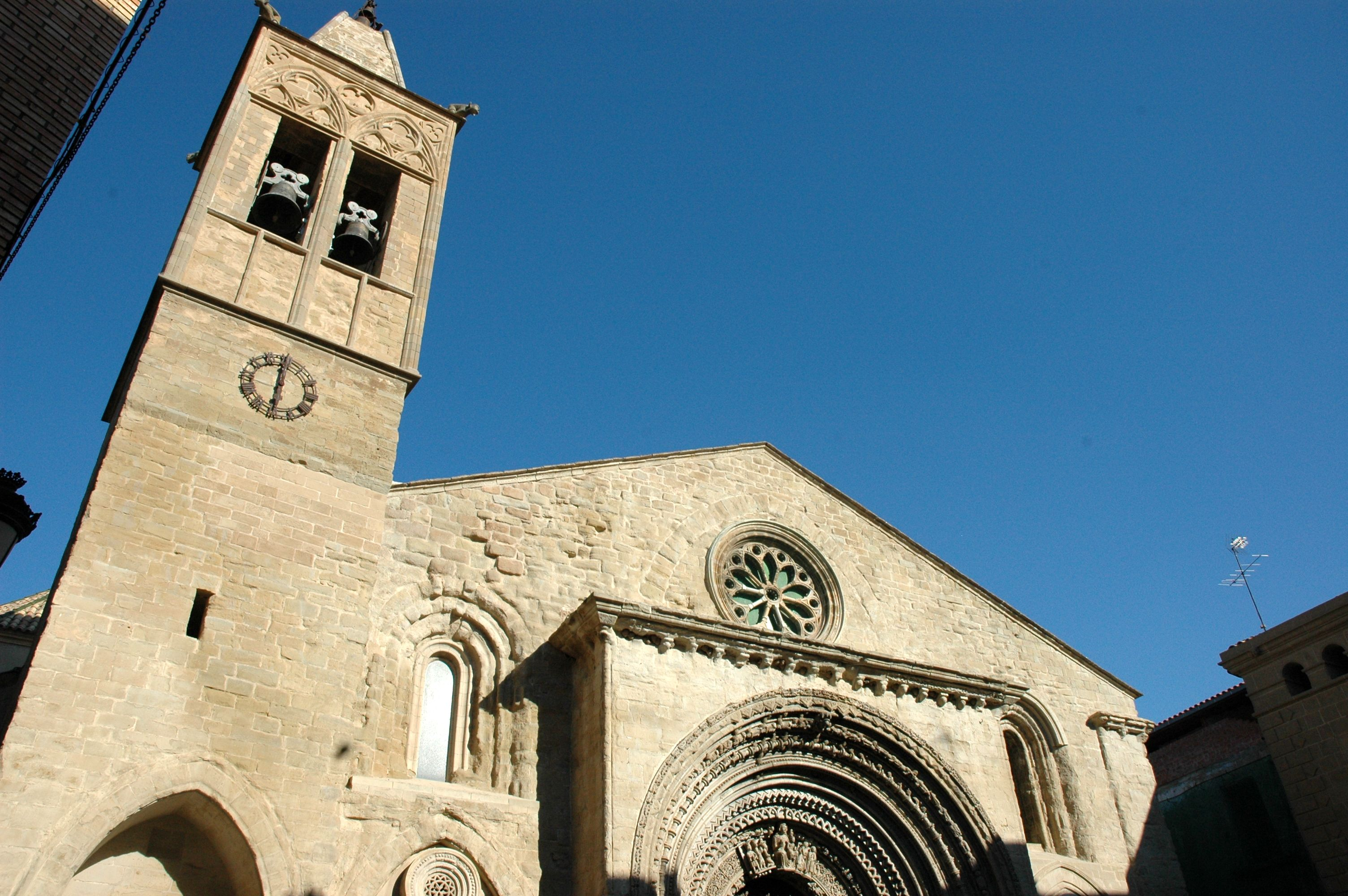
Foto del exterior de la iglesia

La villa de Agramunt fue conquistada a los sarracenos en 1070 por Armengol IV, conde de Urgel. La ciudad conoció un fuerte desarrollo como centro comercial a partir de la concesión de una carta puebla por Armengol VII en 1163. Fue probablemente a partir de esta fecha que empezó a construirse la iglesia de Santa María, que hacia 1236 ya debía encontrarse prácticamente acabada. La reja de la puerta de la capilla del Socorro, fue colocada el 24 de abril de 1779. Fue elaborada en Santa Coloma de Gramanet (Barcelona) y costó 310 libras, 10 sueldos y 5 dinero. 

## Galería de imágenes

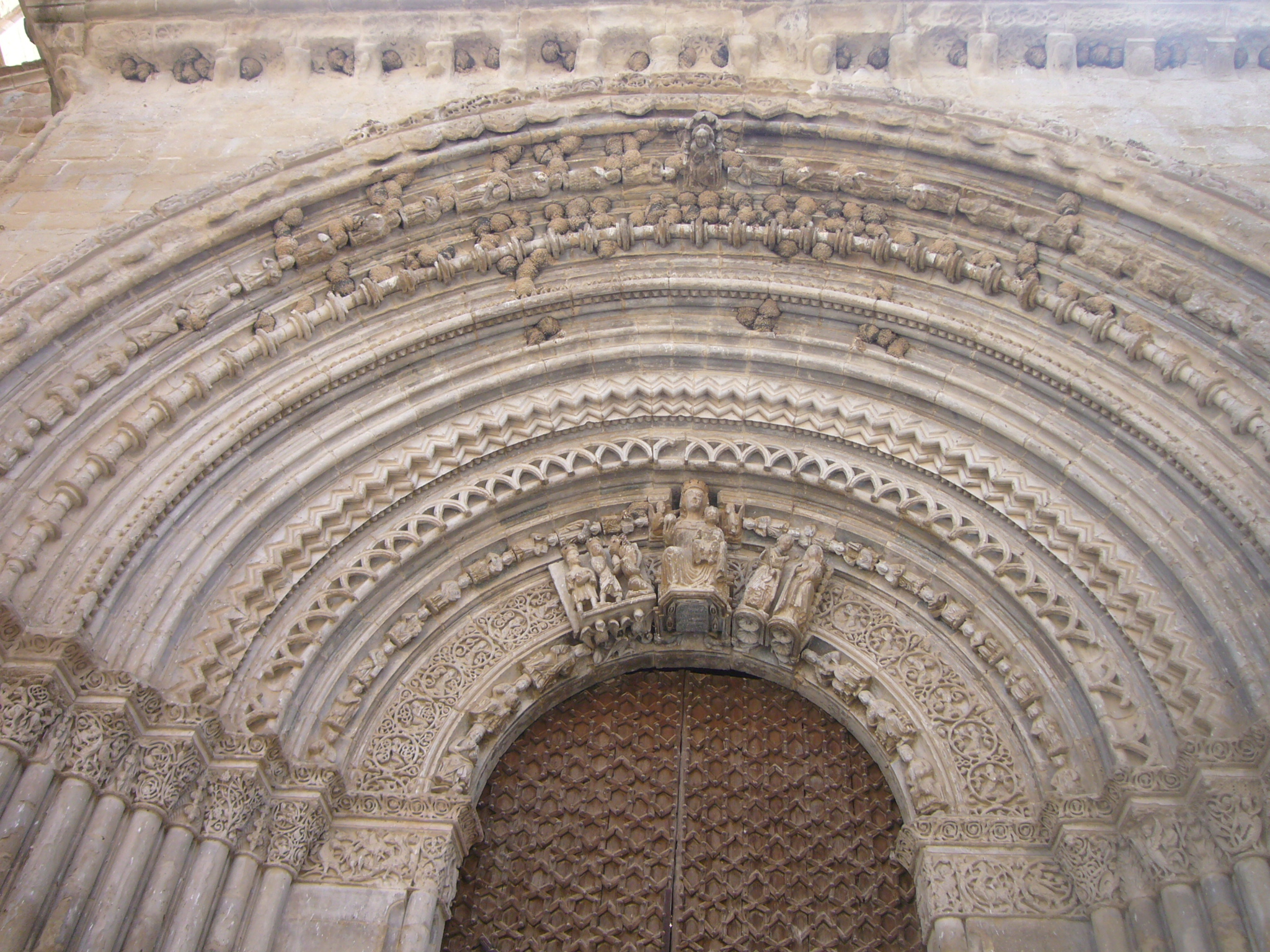
Detalle de la portada principal
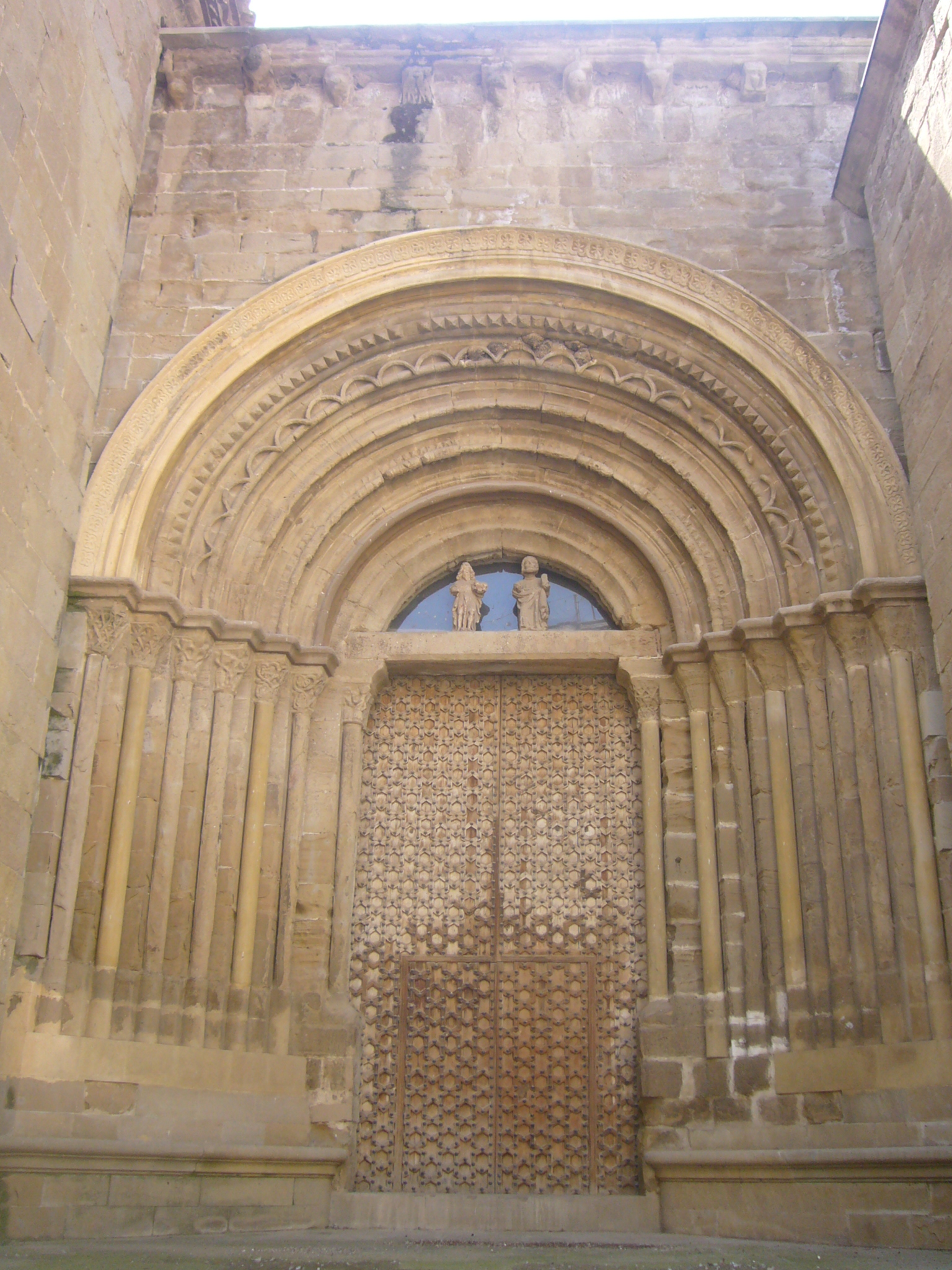
Portal de la fachada norte
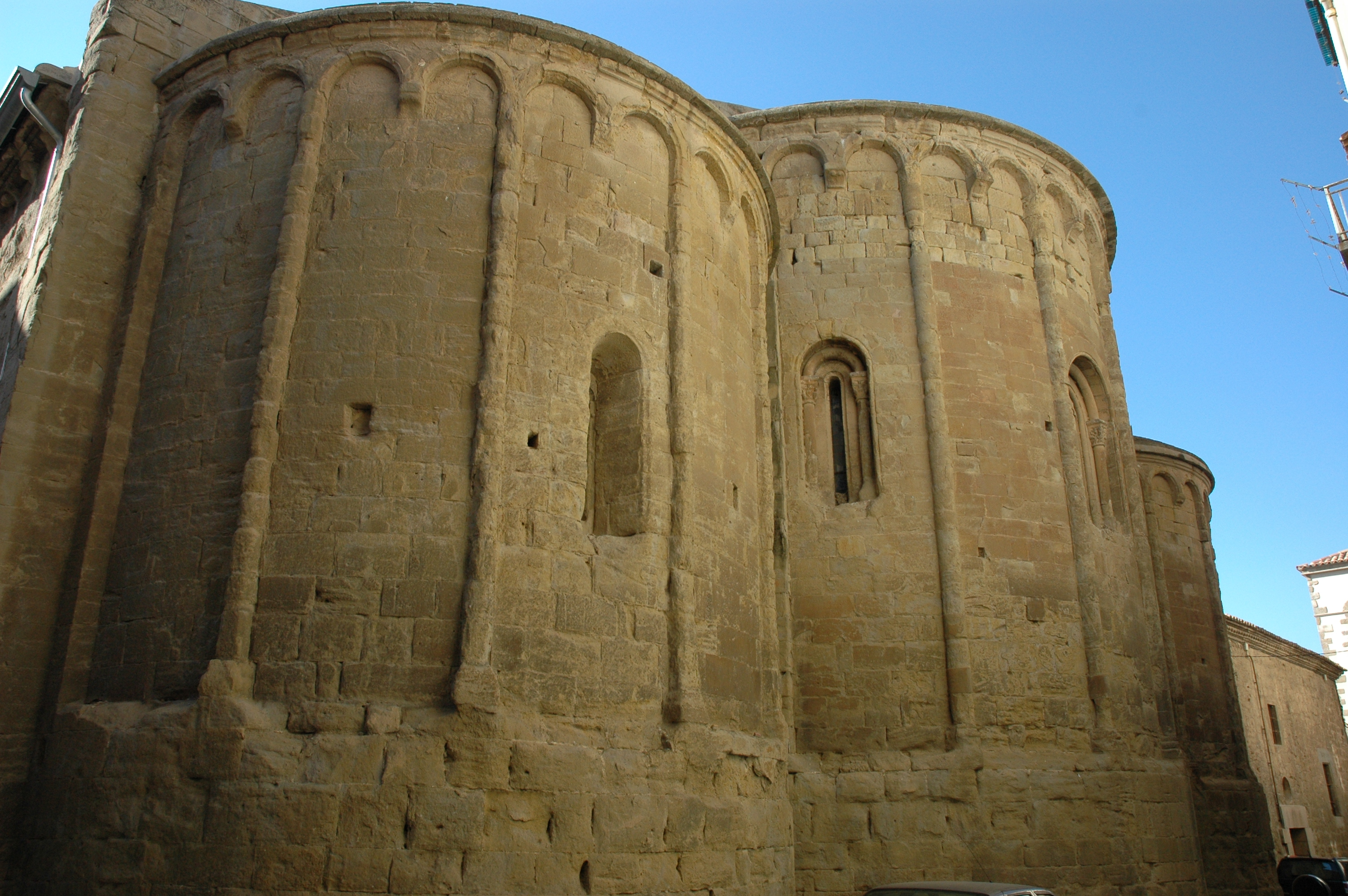
Los tres ábsides
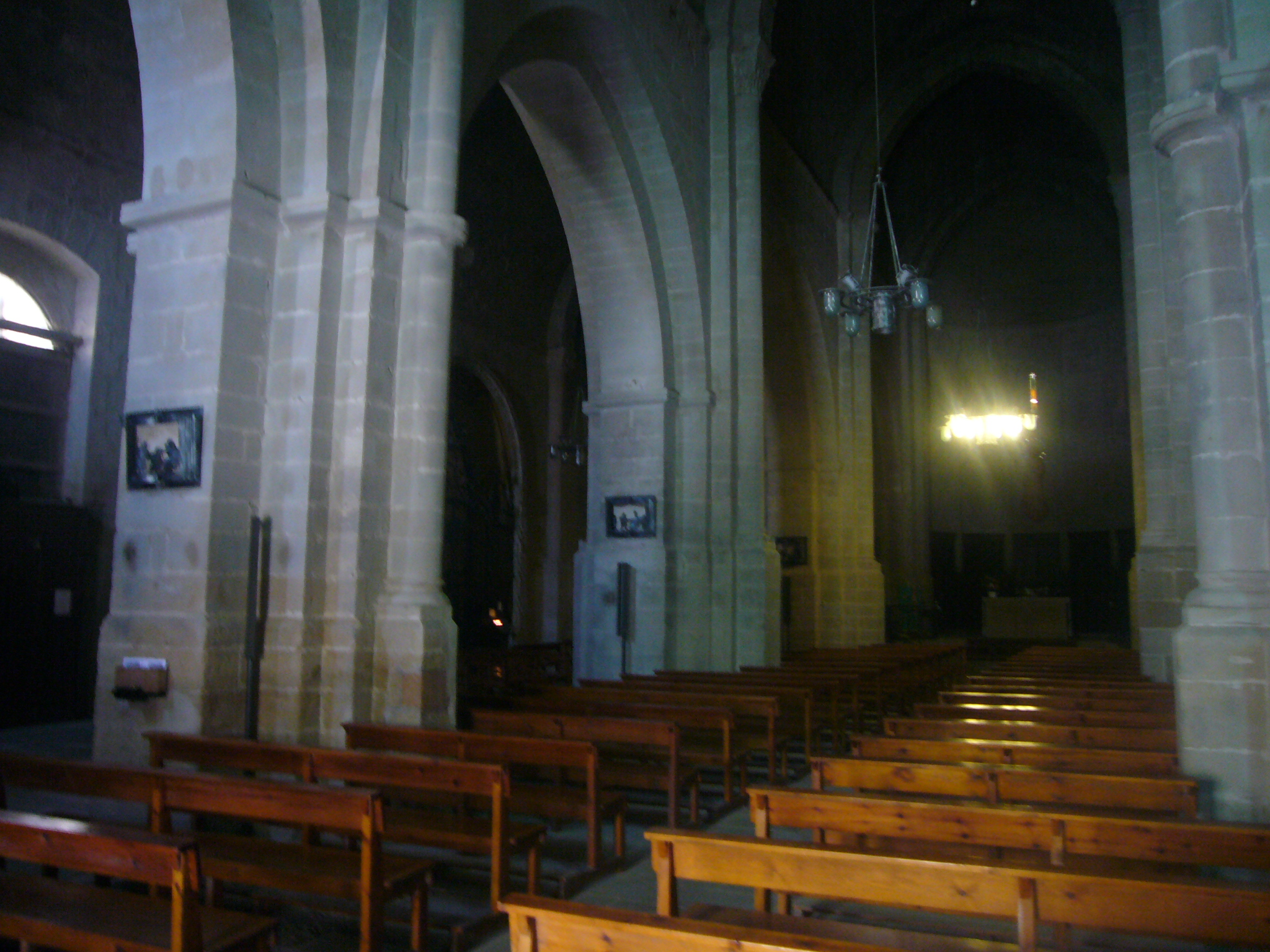
Interior del templo
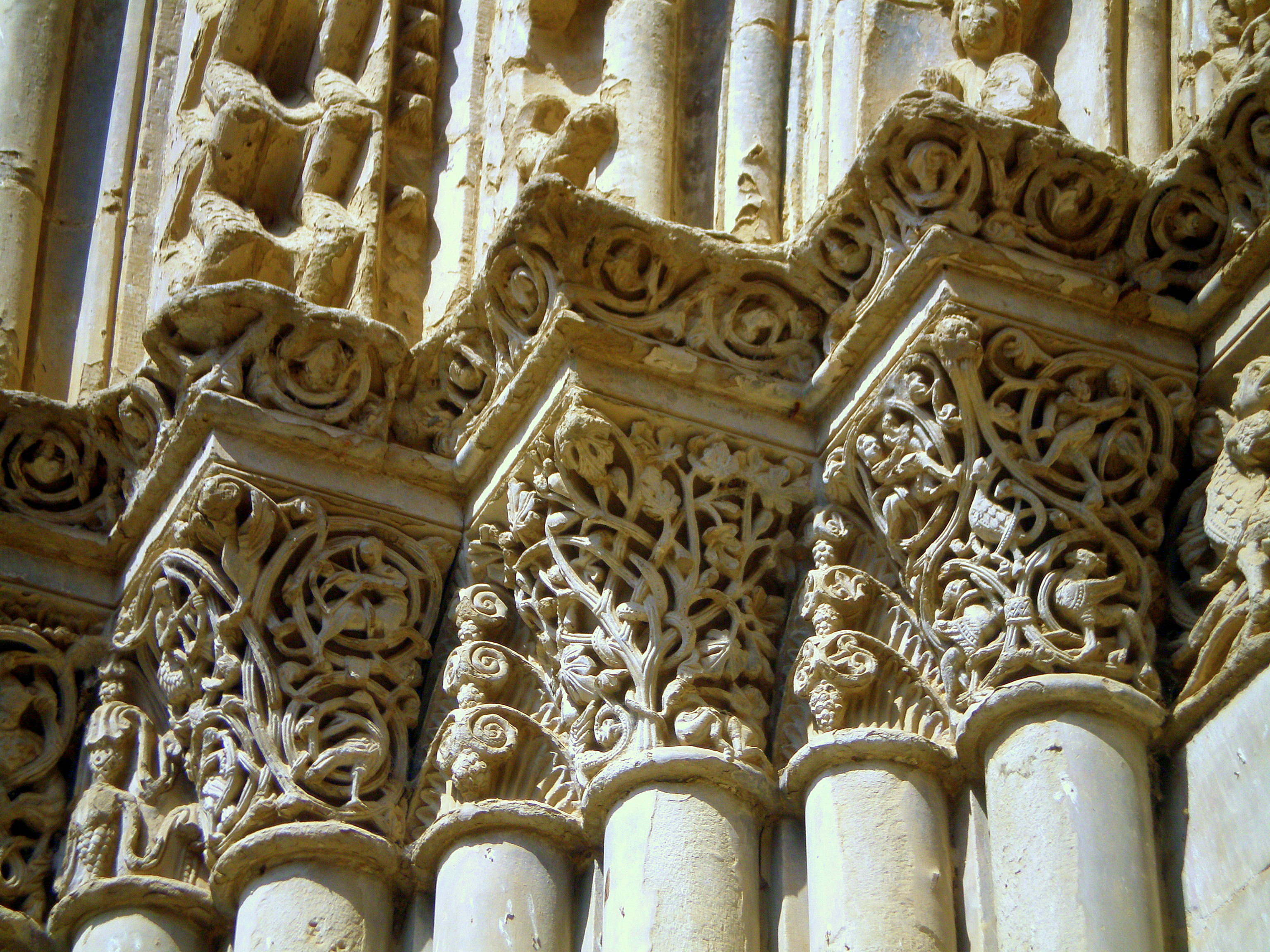
Detalle de la portada
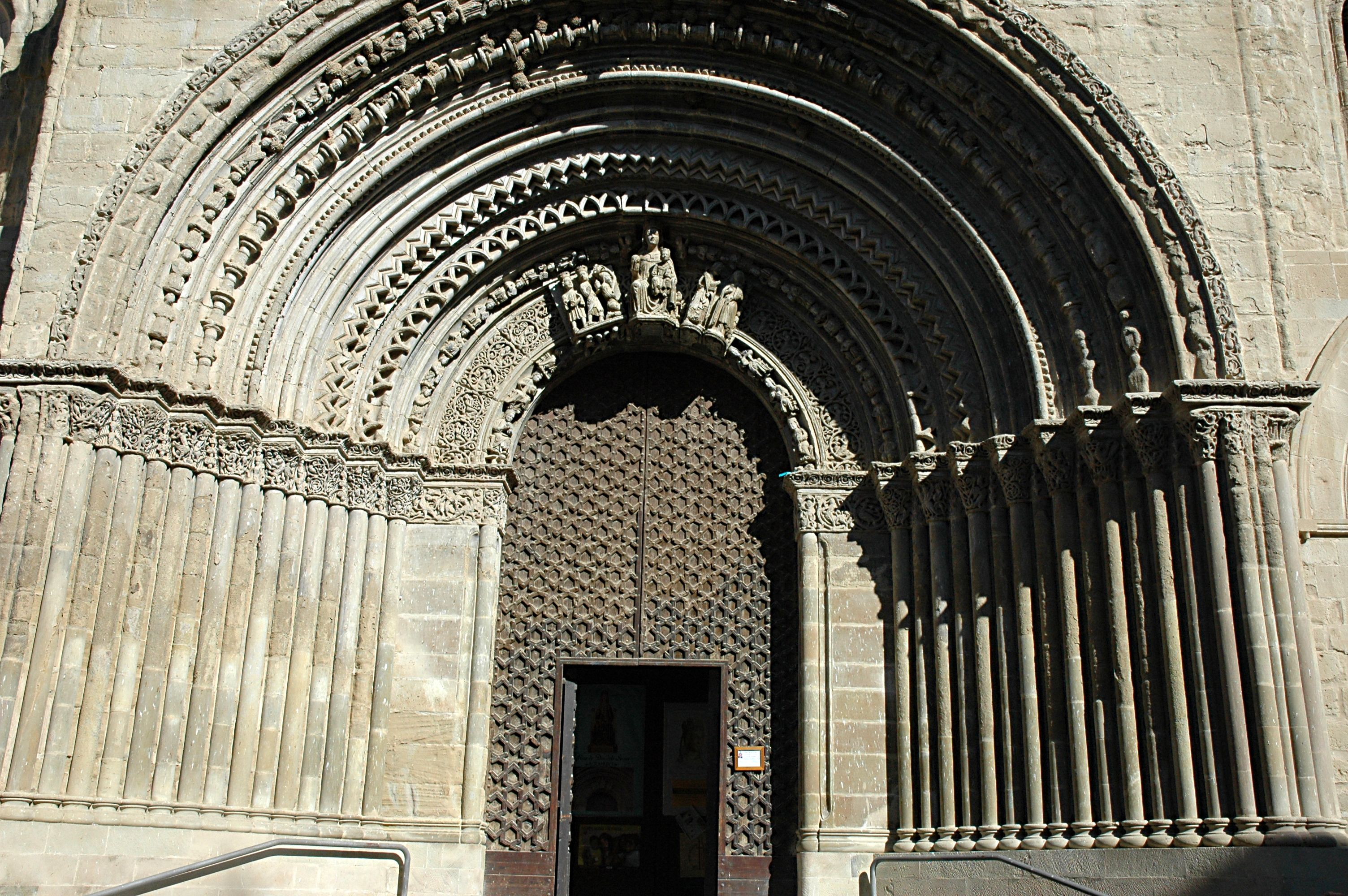
La magnífica portada principal con ocho arquivoltas

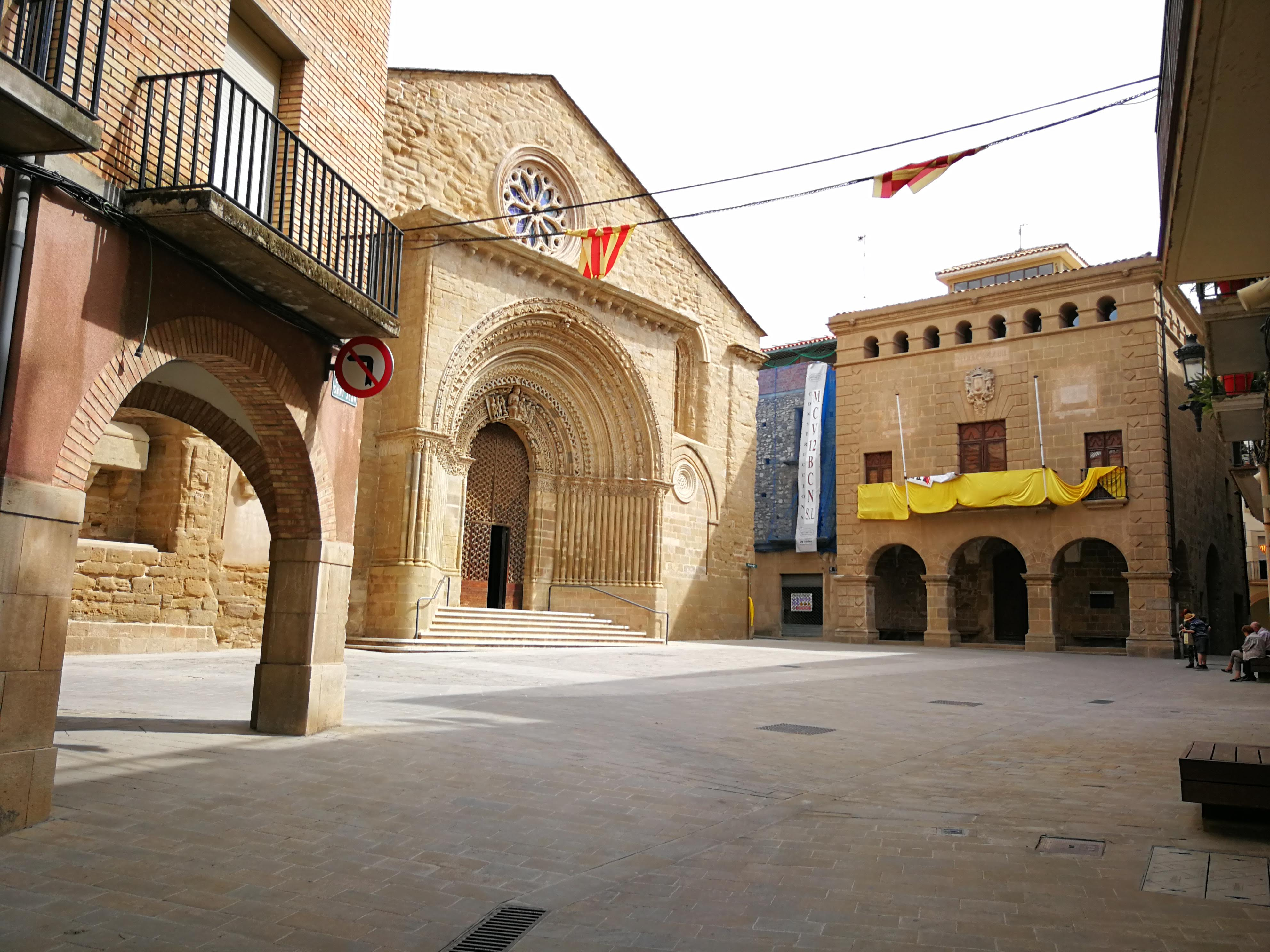
Agramunt, plaza y ayuntamiento
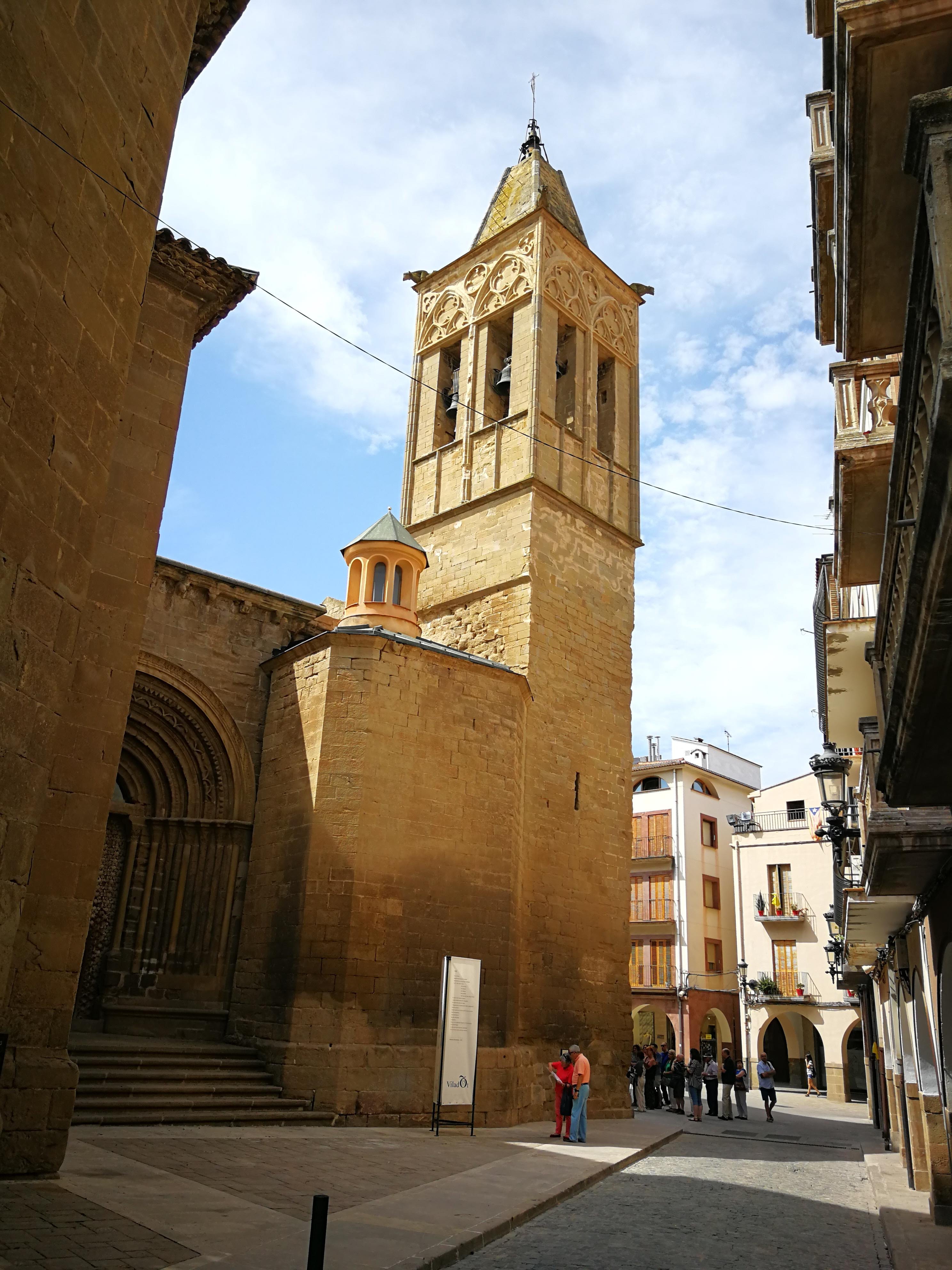
Santa María de Agramunt. Torre Lateral
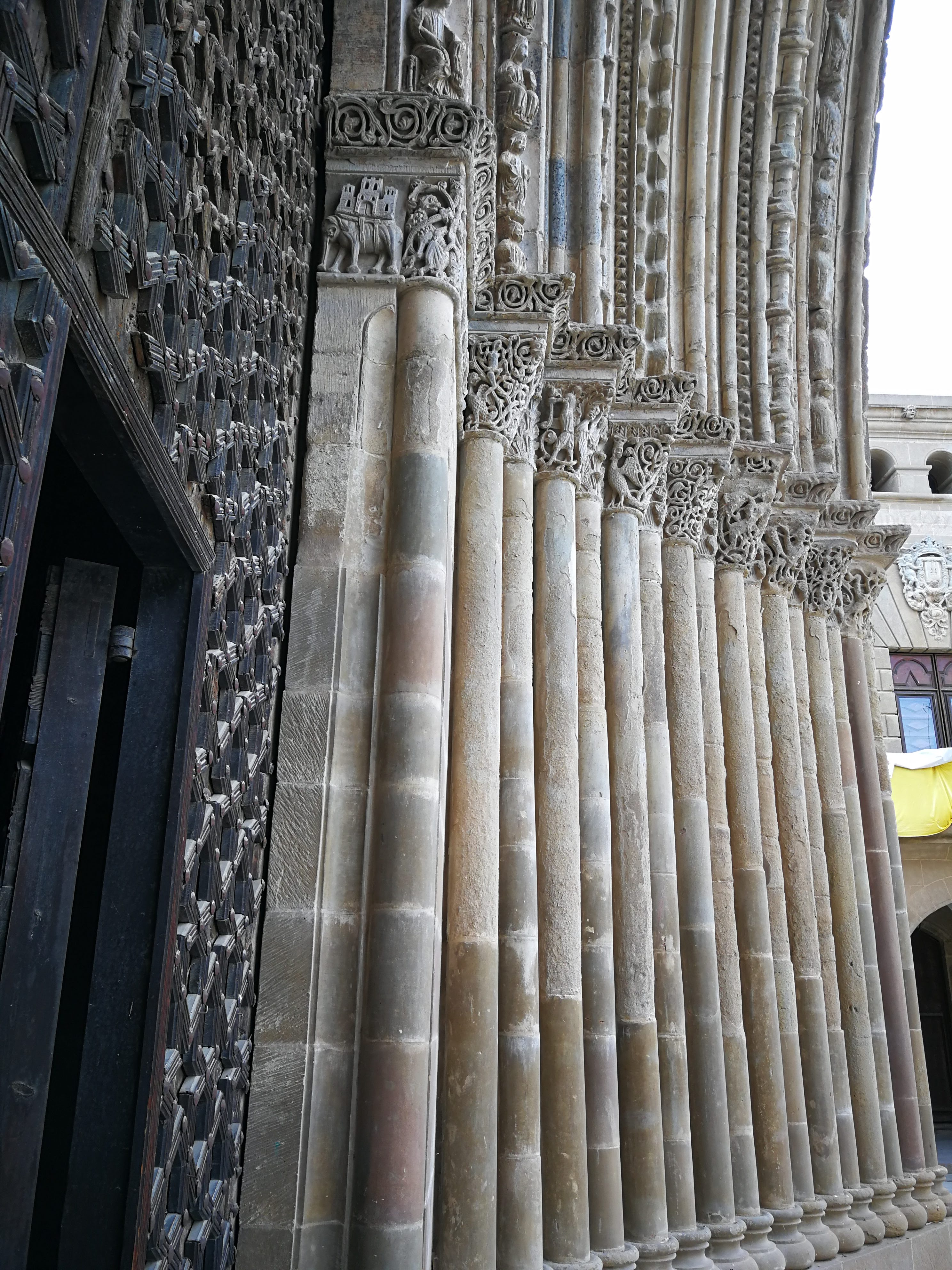
Santa María de Agramunt. Capiteles en puerta de Acceso
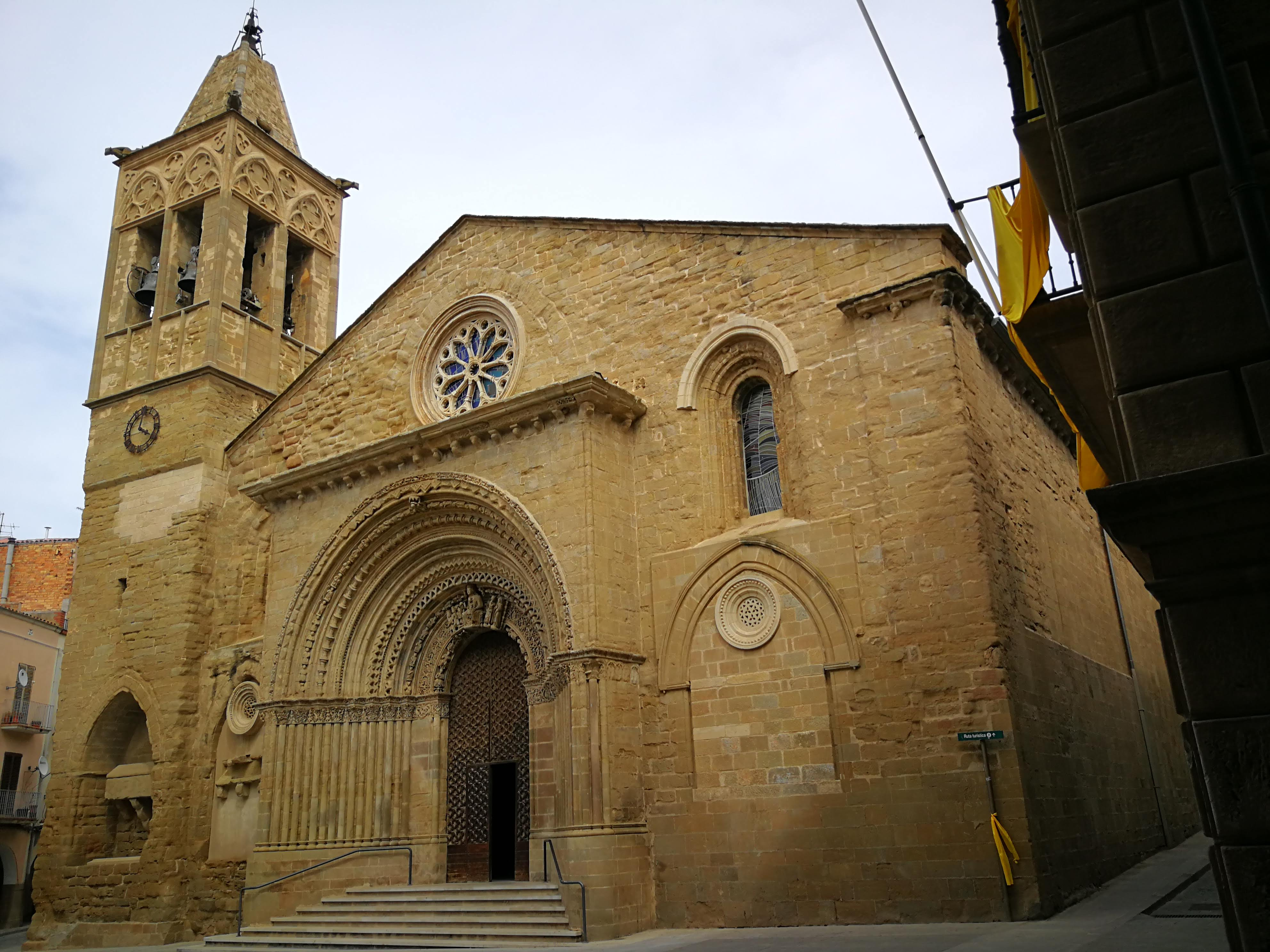
Santa María de Agramunt. Fachada principal con torre
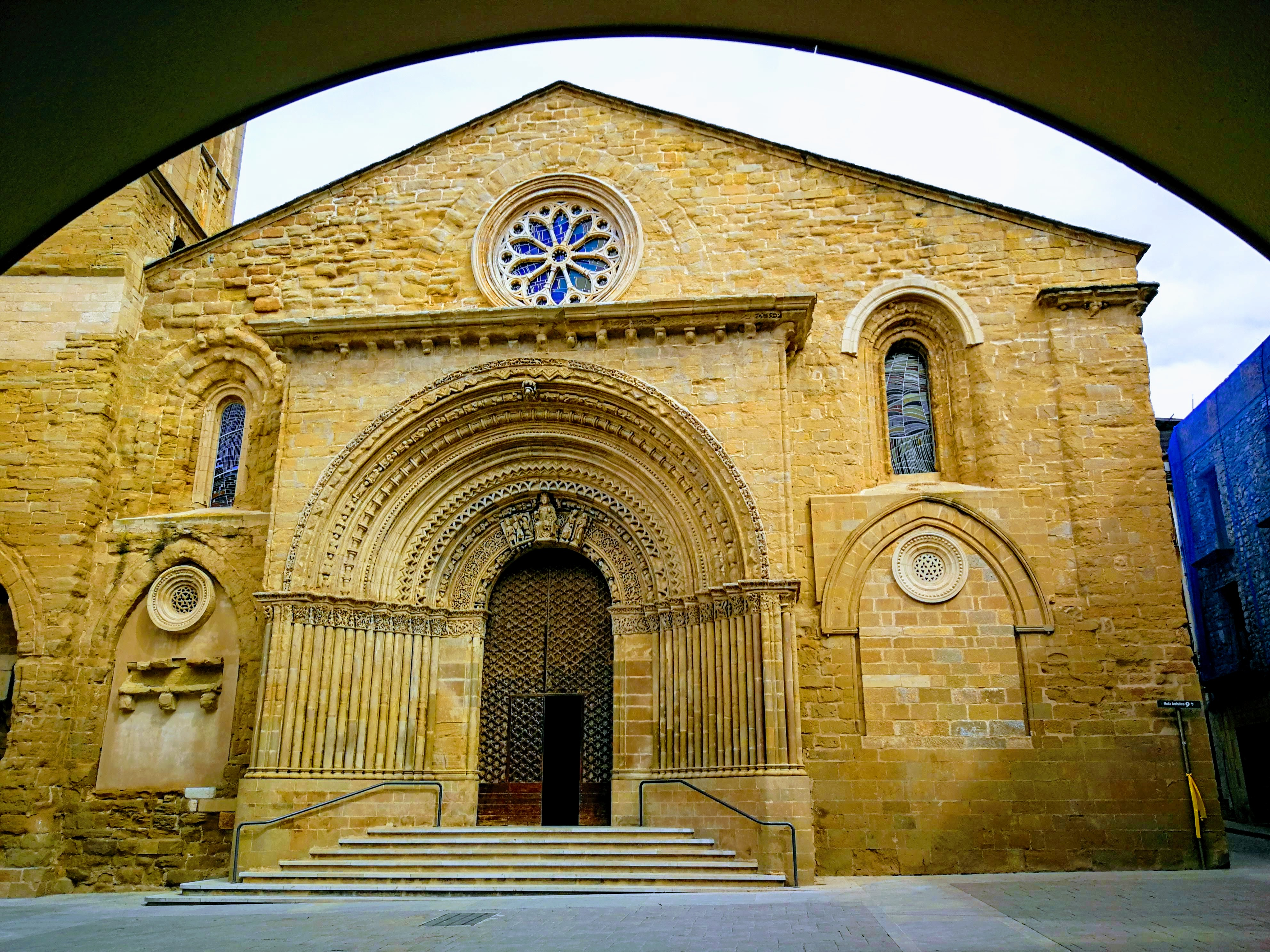
=Santa María de Agramunt